# محمد البقعاوي
محمد البقعاوي الأسعدي الروقي العتيبي ؛ مواليد 12 يوليو 1995 في حائل، السعودية، هو لاعب كرة قدم سعودي يلعب في نادي الفيحاء.

## مسيرة اللاعب
كانت بداياته مع نادي الطائي في الفئات السنية و انتقل إلى نادي الهلال في عام 2013 و لعب معهم في درجة الشباب و الأولمبي و أعير إلى نادي الفيحاء عام 2017 ثم عاد للهلال في عام 2018 و انتقل إلى نادي الشباب مطلع عام 2019، وأعير إلى نادي الفيحاء مطلع عام 2020 و انتقل إلى نادي الفيحاء في صيف 2020 .

## روابط خارجية
- محمد البقعاوي على موقع Soccerway.com (الإنجليزية)
- محمد البقعاوي على موقع كووورة